# Beesat-3
Beesat-3 (englisch Berlin Experimental and Educational SATellite für Berliner Experimental- und Ausbildungssatellit, auch Tubsat 10) ist ein Kleinsatellit nach dem Cubesat-Standard der Technischen Universität Berlin, der am Fachgebiet Raumfahrttechnik unter der Mitarbeit von Studenten entwickelt wurde.
Der Satellit wurde am 19. April 2013 10:00 UTC von Baikonur aus zusammen mit dem Biosatelliten Bion-M1 und den fünf Kleinsatelliten AIST 2, Beesat-2, Dove-2, OSSI 1 und SOMP mit einer Sojus-2.1a-Rakete gestartet.
Sein Rufzeichen lautete DP0BEG. Er verglühte am 30. Dezember 2023.